# Shakers for You
Shakers for You es el segundo álbum editado por el grupo uruguayo Los Shakers. 
Fue grabado en 1966 en Buenos Aires y lanzado ese mismo año por el sello Odeón. 
Fue reeditado en 2007 en formato CD por EMI Odeón Argentina.

## Detalles
El disco está fuertemente influenciado por lo hecho por The Beatles entre 1964 y 1966, desde el disco Help hasta el Revolver, incluyendo dos temas con marcas de rock psicodélico ("Espero que les guste" y "Buscando dificultades"). Esto marca una evolución respecto de su álbum debut, con músicas más complejas, algo que no redujo su gran popularidad.
Una de las canciones más destacadas del disco es "Nunca, nunca" que logra una fusión entre el rock y la bossa nova. Este tema fue un gran éxito en Brasil.

## Lista de canciones
Todos los temas fueron compuestos por Hugo Fattoruso y Osvaldo Fattoruso.
Lado A

Todas las canciones escritas y compuestas por Hugo Fattoruso and Osvaldo Fattoruso, except where noted. 
| Side one |                                               |          |  |
| N.º      | Título                                        | Duración |  |
| 1.       | «Nunca, nunca (Never Never)»                  | 1:49     |  |
| 2.       | «El niño y yo (The Child And Me)»             | 2:33     |  |
| 3.       | «Escucha mis palabras (Hear My Words)»        | 2:47     |  |
| 4.       | «Buscando dificultades (Picking Up Troubles)» | 2:30     |  |
| 5.       | «Demasiado tarde (Too Late)»                  | 2:10     |  |
| 6.       | «Déjame decirte (Let Me Tell You)»            | 2:50     |  |

Lado B

| Side two |                                                        |          |  |
| N.º      | Título                                                 | Duración |  |
| 1.       | «¿Tienes algún dinero? (Got Any Money?)»               | 2:14     |  |
| 2.       | «Encontrarás a otra chica (You'll Find Another Gal)»   | 2:42     |  |
| 3.       | «Sonríe otra vez (Smile Again)»                        | 2:36     |  |
| 4.       | «Vuelve mi amor (Reviens Ma Cherie)»                   | 2:19     |  |
| 5.       | «Siempre te esperaré (Waiting)»                        | 2:27     |  |
| 6.       | «Espero que les guste 042 (I Hope You'll Like It 042)» | 2:35     |  |

## Los Shakers
- Hugo Fattoruso: primera guitarra, teclado, voz.
- Osvaldo Fattoruso: segunda guitarra, voz.
- Carlos "Caio" Vila: batería.
- Roberto "Pelin" Capobianco: bajo.